# Landesregierung Pröll V
Die Landesregierung Pröll V bildete von der Landtagswahl in Niederösterreich 2008 bis zur Landtagswahl in Niederösterreich 2013 die Niederösterreichische Landesregierung. Bei der konstituierenden Sitzung am 11. April 2008 wurde Erwin Pröll erneut zum Landeshauptmann von Niederösterreich gewählt und angelobt. Auf Grund des Proporzsystems sind in der Landesregierung sechs Vertreter der ÖVP, zwei der SPÖ und eine Landesrätin der FPÖ.
Die erste Änderung in der Regierungszusammensetzung betraf das Amt der Gesundheitslandesrätin. Nachdem Landesrätin Gabriele Heinisch-Hosek in die Bundesregierung Faymann I berufen worden war, wurde die Abgeordnete zum Europäischen Parlament Karin Scheele am 11. Dezember 2008 zur Nachfolgerin gewählt.
Am 18. Februar 2009 wurde bekannt, dass die Landesräte Ernest Gabmann und Josef Plank vorzeitig ihr Amt zurücklegen. Gabmann wechselte in den Vorstand des Wiener Flughafens und Plank wechselte in die Privatwirtschaft. Bereits am folgenden Tag wurden die beiden neuen Regierungsmitglieder mit Stephan Pernkopf und Johann Heuras bekanntgegeben, wobei auch einige Resortrochaden durchgeführt wurden. So wurde Wolfgang Sobotka neuer Landeshauptmannstellvertreter und Petra Bohuslav wechselte zur Wirtschaft.
Nachdem die bisherige Landesrätin Johanna Mikl-Leitner zur Innenministerin berufen worden war, wurde am 28. April 2011 Barbara Schwarz, bis dahin Bürgermeisterin von Dürnstein, zu ihrer Nachfolgerin als Landesrätin gewählt. Zugleich schied auch Johann Heuras aus der Landesregierung aus und übernahm das Amt des zweiten Präsidenten des Landtages. Sein Nachfolger wurde der bisherige Bürgermeister von Poysdorf und Landtagsabgeordnete Karl Wilfing.

## Regierungsmitglieder
| Amt                                                     | Name                    | Partei | Ressorts                                                           |
| ------------------------------------------------------- | ----------------------- | ------ | ------------------------------------------------------------------ |
| Landeshauptmann                                         | Erwin Pröll             | ÖVP    | Personal, Presse, Landesbeteiligungen, Kultur, Sicherheit, Verkehr |
| Landeshauptmann-Stellvertreter                          | Wolfgang Sobotka        | ÖVP    | Finanzen, Wohnbau und Gemeinden                                    |
| Landeshauptmann-Stellvertreter                          | Josef Leitner           | SPÖ    | Konsumentenschutz und Kommunale Verwaltung                         |
| Landesrätin                                             | Petra Bohuslav          | ÖVP    | Wirtschaft, Technologie, Tourismus und Sport                       |
| Landesrätin                                             | Karin Scheele           | SPÖ    | Gesundheit und Soziale Verwaltung                                  |
| Landesrätin                                             | Barbara Schwarz         | ÖVP    | Soziales, Arbeit und Familie                                       |
| Landesrat                                               | Stephan Pernkopf        | ÖVP    | Umwelt, Landwirtschaft und Naturschutz                             |
| Landesrätin                                             | Barbara Rosenkranz      | FPÖ    | Baurecht und Tierschutz                                            |
| Landesrat                                               | Karl Wilfing            | ÖVP    | Öffentlicher Verkehr, Jugend, Bildung, Raumordnung und Integration |
| Vorzeitig ausgeschiedene Mitglieder der Landesregierung |                         |        |                                                                    |
| Landesrätin                                             | Gabriele Heinisch-Hosek | SPÖ    | Gesundheit und Soziale Verwaltung                                  |
| Landesrat                                               | Ernest Gabmann          | ÖVP    | Wirtschaft, Technologie und Tourismus                              |
| Landesrat                                               | Josef Plank             | ÖVP    | Umwelt, Landwirtschaft und Naturschutz                             |
| Landesrätin                                             | Johanna Mikl-Leitner    | ÖVP    | Soziales, Arbeit und Familie                                       |
| Landesrat                                               | Johann Heuras           | ÖVP    | Jugend, Bildung und Sport                                          |